# Lidar

2D-Abtastung mit Lidar

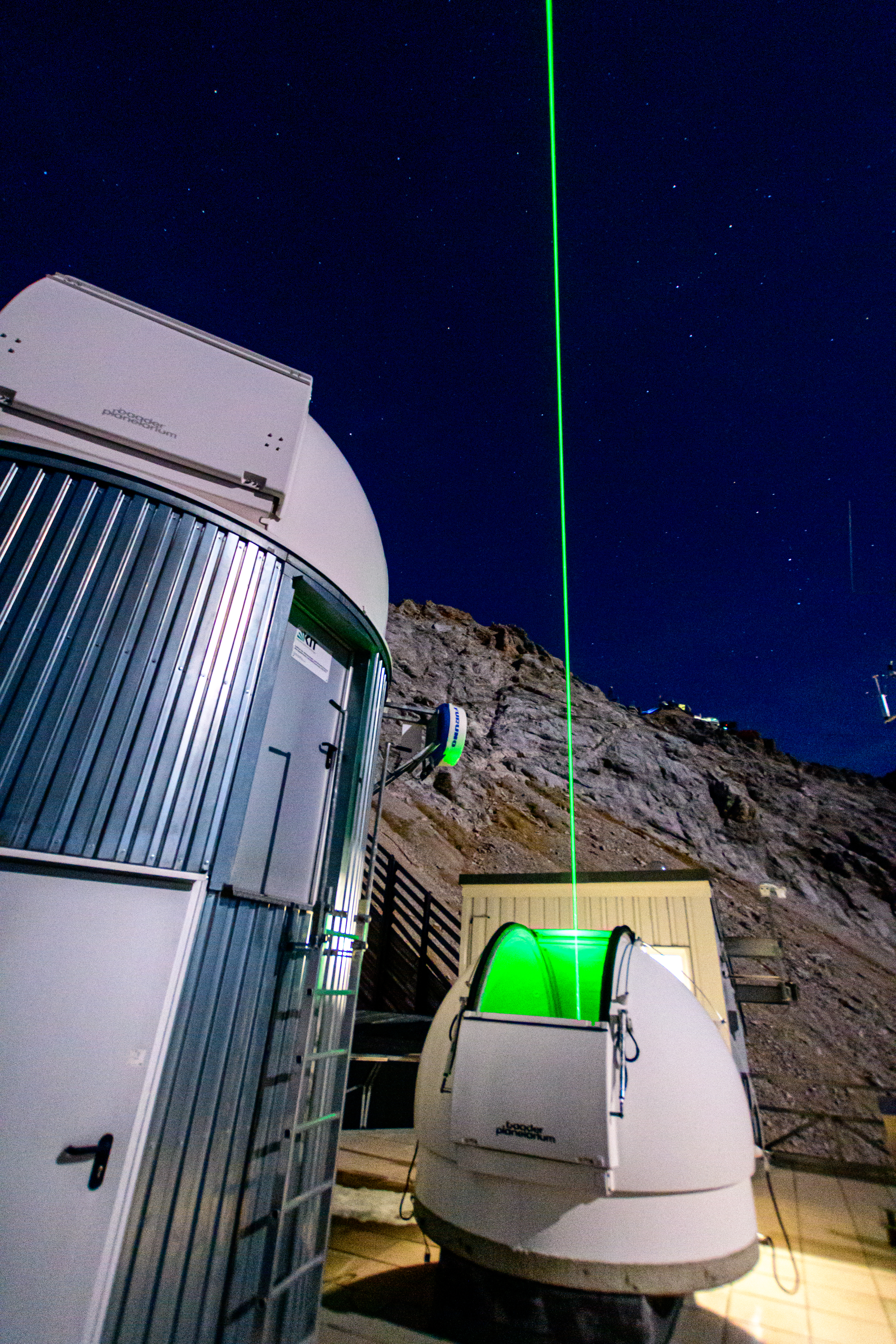
Aerosol-Lidar auf der Zugspitze

Lidar (Aussprache [ˈlaɪdɑːr]) ist eine Methode, um Abstand und Geschwindigkeit zu messen. Mit mehreren oder beweglichen Lidar-Sensoren können auch Form und Oberflächenbeschaffenheit (zum Beispiel rau oder glatt) bestimmt werden.
Diese Informationen werden elektrooptisch erfasst. Somit können auch atmosphärische Parameter aus der Ferne gemessen werden, etwa Temperatur, Zusammensetzung und Partikelgröße in Wolken.
Statt Radiowellen wie beim Radar werden bei Lidar Laserstrahlen genutzt, genauer ist es eine Form des dreidimensionalen Laserscanning.
Andere Namen sind LIDAR (Light imaging, detection and ranging), LiDAR (Light Detection and Ranging) und Ladar (Light amplification by Stimulated Emission of Radiation detection and ranging).
Lidar wird zur Erstellung hochauflösender Landkarten verwendet, mit Anwendungen in den Bereichen Vermessung, Geodäsie, Geomatik, Archäologie, Geographie, Geologie, Geomorphologie, Seismologie, Meteorologie, Forstwirtschaft und Airborne Laserscanning.
Eine wesentliche Rolle spielt Lidar auch bei der Steuerung autonomer Fahrzeuge.

## Funktionsweise
Lidar-Systeme zur Atmosphärenmessung senden Laserimpulse aus und detektieren das aus der Atmosphäre zurückgestreute Licht. Aus der Laufzeit der Lichtsignale wird die Entfernung zum Ort der Streuung berechnet. Wolken- und Staubteilchen in der Luft (Aerosole) streuen das Laserlicht und ermöglichen eine hochauflösende Detektion und Entfernungsmessung von Wolken und Aerosolschichten. Mit komplexeren Systemen lassen sich atmosphärische Zustandsparameter und die Konzentration von atmosphärischen Spurengasen bestimmen. Beispielsweise dienen Lidar-Instrumente auch der Überwachung von Emissionsmengen von Schornsteinen von Fabriken auf Einhaltung vorgegebener Grenzwerte.
Je nach Wellenlänge des verwendeten Laserlichts sind Lidar-Systeme mehr oder weniger empfindlich für molekulare oder Partikelrückstreuung. Auch hängt die Stärke der Rückstreuung bei einer Wellenlänge von der jeweiligen Partikelgröße und Konzentration ab. Mit Lidar-Systemen, die mehrere Wellenlängen nutzen, kann daher die genaue Größenverteilung der atmosphärischen Partikel bestimmt werden.
Mit ausgefeilten Techniken lässt sich mittels Lidar eine Vielzahl an Zustandswerten der Atmosphäre messen: Druck, Temperatur, Feuchte, Wasserdampf-Konzentration sowie die Konzentration atmosphärischer Spurengase (Ozon, Stickoxide, Schwefeldioxid, Methan und so weiter). Außerdem lassen sich die optischen Eigenschaften von Aerosolen und Wolkenpartikeln bestimmen (Extinktionskoeffizient, Rückstreuungskoeffizient, Depolarisation). Mit einem Depolarisations-Lidar lässt sich der Aggregatzustand (flüssig oder fest, also bei Wolkenteilchen: ob noch Wasser oder schon Eis) bestimmen (siehe auch Polarisation).

### Raman-Lidar-Systeme
Raman-Lidar-Systeme (siehe auch Raman-Spektroskopie) detektieren zusätzlich zur Rückstreuung der gerade ausgesendeten Strahlung einer bestimmten Wellenlänge (elastische Rückstreuung) auch Signale bei anderen Wellenlängen. Diese Signale entstehen dadurch, dass ein Teil der Energie des ausgesendeten Lichts bei der Reflexion in Wärme, das heißt Vibration oder Rotation von Molekülen bzw. Gitterschwingungen von Kristallen, umgewandelt wird (inelastische Streuung). Dieser Energieverlust bei der Reflexion ist charakteristisch für Schwingungsmodi verschiedener chemischer Bindungen. Wassermoleküle streuen beispielsweise grünes Licht mit kleiner Wahrscheinlichkeit rot zurück (frequenzverdoppeltes Nd:YAG-Laserlicht einer Wellenlänge von 532 Nanometern wird bei 660 Nanometern zurück gestreut). Dieser Prozess wird bei der Bestimmung des Wasserdampfmischungsverhältnisses in der Atmosphäre (Wasserdampf-Raman-Lidar) verwendet. Die Intensität der inelastischen Raman-Streuung verhält sich gegenüber der Wellenlänge so wie die elastische Rayleigh-Streuung, also umgekehrt proportional zur vierten Potenz der Wellenlänge. Daher ist es sinnvoll, auf Laser im ultravioletten Spektralbereich zurückzugreifen, also zum Beispiel frequenzverdreifachte Nd:YAG-Laser (355 Nanometer) oder sogar Xe:Cl-Excimer-Laser mit 308 Nanometern Wellenlänge. Bei noch kürzeren Wellenlängen dominiert jedoch die Absorption durch atmosphärisches Ozon, so dass sich über die stärkere Rückstreuung bei größeren Entfernungen (mehrere Kilometer) kein weiterer Vorteil erzielen lässt.

### Differentielle Absorptions-Lidar
Spurengaskonzentrationen können auch – und bei den meisten Stoffen genauer – mit der Methode des differentiellen Absorptions-Lidars (engl.: differential absorption lidar, DIAL) gemessen werden. Bei dieser Technik werden zwei Laserpulse unterschiedlicher Wellenlänge ausgesendet. Eine der Wellenlängen wird so gewählt, dass sie vom Stoff, dessen Konzentration bestimmt werden soll, absorbiert wird (On-line-Wellenlänge); die andere Wellenlänge so, dass sie nicht oder möglichst wenig absorbiert wird (Off-line-Wellenlänge). Aus dem schrittweisen Vergleich der Rückstreusignale (jeweils für „on“ und „off“) kann dann das Konzentrationsprofil des Stoffes entlang der Ausbreitungslinie der Laserpulse berechnet werden. Absorptionskoeffizienten sind in der Regel aus Laborexperimenten gut bekannt; DIAL bestimmt mittels der entsprechenden Werte für On- und Off-Wellenlänge die atmosphärische Spurengaskonzentration, ohne dass eine weitere Kalibrierung des Instrumentes erforderlich wäre (die Technik ist „selbstkalibrierend“). Dafür müssen allerdings die Wellenlängen der Laserpulse sehr genau eingestellt bzw. kontrolliert werden. Da die Absorptionskoeffizienten von Druck und Temperatur abhängen, müssen diese entlang der Messstrecke genau bekannt sein. Vor allem bei der Vertikalsondierung der Atmosphäre spielt dieser Umstand eine große Rolle. Ebenso muss berücksichtigt werden, dass das Rückstreulicht (Rayleigh-Streuung) eine temperaturabhängige Dopplerverbreiterung erfährt. Dieser Effekt tritt jedoch nicht bei der Rückstreuung an Partikeln (Aerosolen) auf. Daher müssen auch Informationen über das Verhältnis von Rayleigh-Streuung und Rückstreuung an Partikeln eingeholt werden.
Unter aerosolfreien Bedingungen und der Annahme, dass die spektrale Verteilung des Lichts nicht signifikant durch das zu messende Spurengas selbst verändert wird, gilt die vereinfachte Lidar-Gleichung für das DIAL:
{\displaystyle N(r)={\frac {1}{\Delta \sigma _{\uparrow }(r)+\Delta \sigma _{\downarrow }(r)}}\cdot \left[-{\frac {\text{d}}{{\text{d}}r}}\ln {\frac {S_{\mathrm {on} }(r)}{S_{\mathrm {off} }(r)}}\right]}
Dabei ist {\displaystyle N(r)} die Konzentration des zu messenden Spurengases, {\displaystyle \Delta \sigma _{\uparrow }(r)} bzw. {\displaystyle \Delta \sigma _{\downarrow }(r)} die Differenzen der effektiven Absorptionsquerschnitte {\displaystyle (\sigma _{\mathrm {off} }-\sigma _{\mathrm {on} })} auf dem Lichtweg des Laserstrahls bis zum Streuprozess bzw. auf dem Lichtweg vom Streuprozess zum Lidar-Empfänger und {\displaystyle S_{\mathrm {on} }(r)} und {\displaystyle S_{\mathrm {off} }(r)} die Rückstreusignale der Laserschüsse auf den Wellenlängen {\displaystyle \lambda _{\mathrm {on} }} bzw. {\displaystyle \lambda _{\mathrm {off} }}. Bei einer signifikant aerosolhaltigen Atmosphäre ist die Berechnung von {\displaystyle N(r)} allgemein erheblich komplexer, da die spektrale Verteilung des rückgestreuten Lichts stark von der Verteilung der Aerosole abhängig ist.

## Weitere Anwendungen

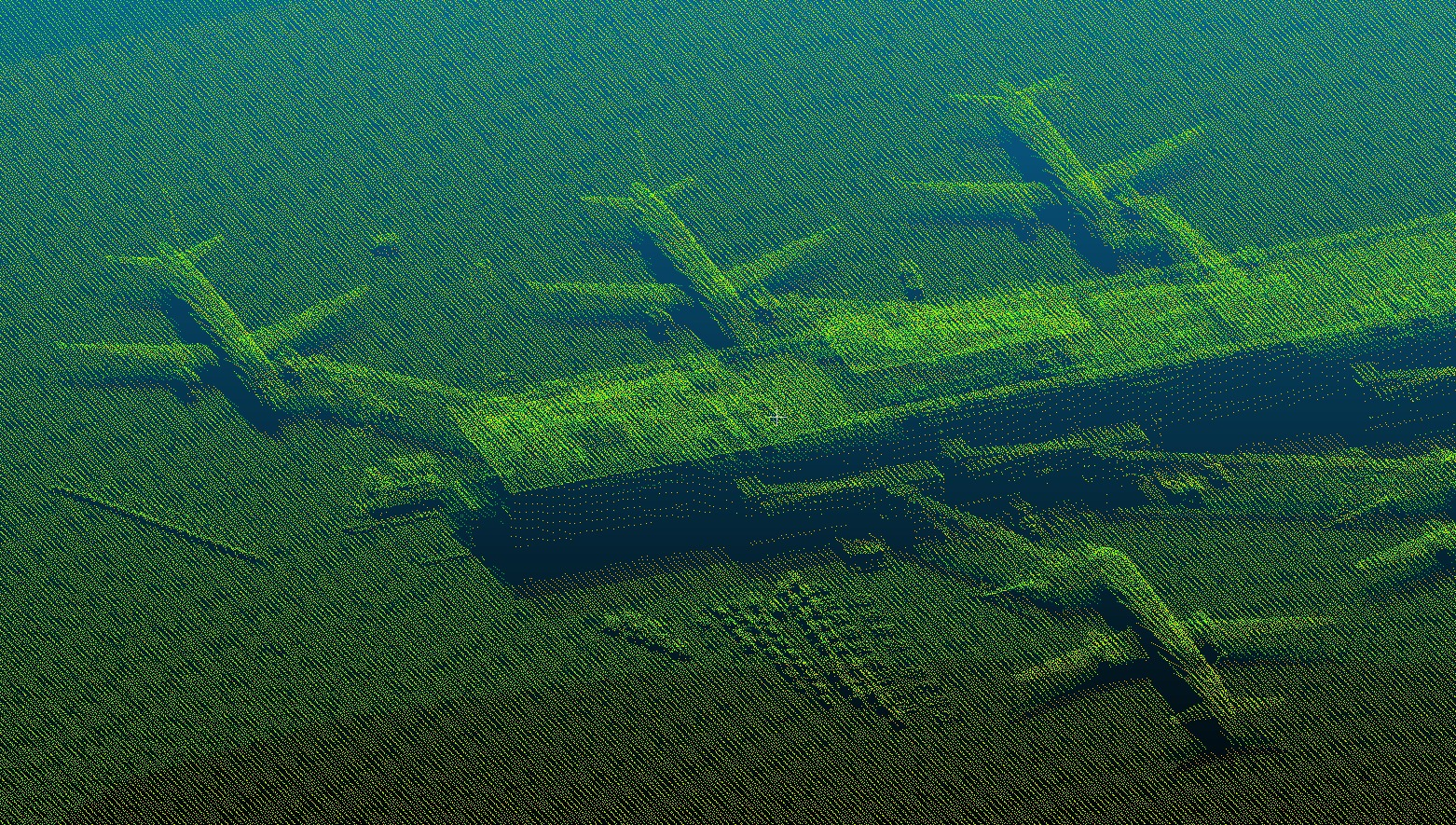
LIDAR-Punktewolke, Flughafen Zürich, Terminal A

Lidar-Systeme werden von Luftfahrzeugen aus eingesetzt, um digitale Geländemodelle zu erstellen. Durch die hohe mögliche Punktdichte ist es dabei sogar in Wäldern möglich, durch die Blätterkronen von Bäumen hindurch bis auf den Erdboden zu messen. Auf diese Weise können auch in solchen Gebieten prähistorische Stätten aufgespürt werden.
Lidar ersetzt immer stärker das Radar als Messinstrument bei mobilen Geschwindigkeitskontrollen. Auch bei stationären Geschwindigkeitsmessungen kann die Lidar-Technologie als Alternative zu dort verbreiteten Techniken wie Induktionsschleifen eingesetzt werden.
Auch Laserentfernungsmesser für Handwerk, Bau- und Vermessungswesen arbeiten nach dem Lidar-Prinzip. Prinzipiell können alle auch vom Radar her bekannten Messprinzipien für Lidar angewandt werden.

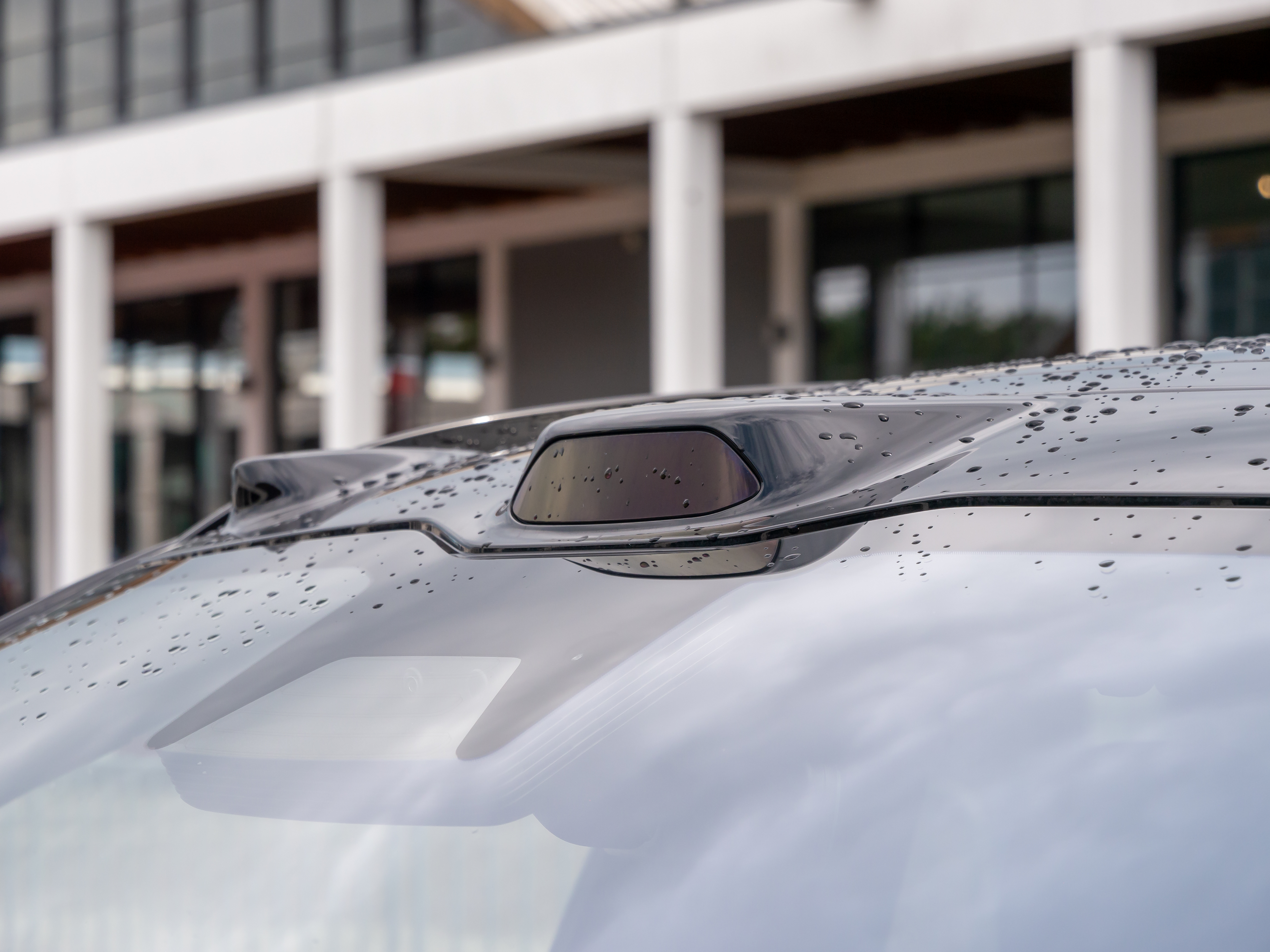
Vorschauender Lidar-Sensor eines Nio EL7

Lidar-Systeme kommen auch im Bereich der Fahrerassistenzsysteme für Automobile und „automatisiertes Fahren“ zur Anwendung. Weiterhin kommt das Sensorprinzip in fahrerlosen Transportfahrzeugen zum Einsatz, siehe auch Lidar zur Hinderniserkennung. Der Einsatz ist hier auch teilweise genormt, um Unfälle mit Personen, die die automatischen Fahrwege kreuzen könnten, zu vermeiden (Personenschutzanlage). Die hier verwendeten Systeme sind i. d. R. als kompakte Sensormodule ausgeführt. Bei einer typischen Bauform wird der Laserstrahl zwar horizontal über einen weiten Winkelbereich abgelenkt (bis zu 360°), vertikal sind jedoch nur einige wenige Winkel kanalweise realisiert (zum Beispiel 16 Kanäle mit jeweils 2° Abstand). Dies reicht für eine Hinderniserkennung typischerweise vollkommen aus.
Weiterhin werden Wind-Lidar-Systeme von modernen Passagierflugzeugen zur Detektion von Turbulenzen und Scherwinden im Nahbereich (in Flugrichtung) benutzt.
In der Windenergiebranche wird zunehmend neben akustischen Messverfahren (Sodar) auch Lidar eingesetzt, um horizontale und vertikale Windgeschwindigkeit und Windrichtung zu messen und zum Beispiel an die Leitstelle zur optimalen Einstellung der Windräder zu übermitteln. Die Messung erfolgt typisch im Bereich von 40 bis 200 Metern Höhe und erfasst Windgeschwindigkeiten zwischen 0 und 70 Metern pro Sekunde bei 0,1 Metern pro Sekunde Genauigkeit. Der Vorteil von Lidar gegenüber Sodar besteht in der geringeren Störanfälligkeit gegenüber Geräuschen, womit eine weitere Verbreitung der Technik absehbar ist. Ein weiterer Vorteil gegenüber Sodar-Systemen ist, dass moderne, kommerziell erhältliche Lidar-Systeme klein und leicht sind und von ein bis zwei Personen transportiert bzw. auf- und abgebaut werden können. Das macht sie somit auch interessant für kurzzeitige Messungen, zum Beispiel bei der Standortsuche oder für die Leistungskennlinienvermessung von Windkraftanlagen.
Auch in der Offshore-Branche wird an dem Einsatz von Lidar-Systemen gearbeitet. So gibt es bereits installierte Messgeräte auf Offshore-Plattformen sowie erste Prototypen von bojengestützten Lidar-Windmessgeräten. Es gibt auch Ansätze, das Lidar direkt auf die Gondel von Windkraftanlagen zu installieren.
Die Wind-Lidar-Systeme werten die durch den Dopplereffekt verursachte Frequenzverschiebung zwischen ausgesendetem und empfangenem Signal aus, das zuvor an Aerosolen reflektiert wurde, die mit dem Wind (und damit in Geschwindigkeit und Richtung gleich dem Wind) mitgetragen wurden. Durch die Messung in mindestens drei verschiedene Richtungen lässt sich somit Betrag und Richtung des Windvektors errechnen.
Seit Oktober 2020 sind iPad Pro und iPhone 12 Pro erhältlich. Beide können mit Lidar innerhalb einer Reichweite von fünf Metern Raumtiefen in Innenräumen und im Freien vermessen.
In der Robotik kommen Lidar-Systeme seit Jahren zur Objekterkennung und Umgebungserfassung zum Einsatz.
Sie werden auch zur luftgestützten Dichtheitsüberprüfung von Erdgasleitungen (Gasferndetektion) durch die zuverlässige, laserbasierte Detektion von Methan in bodennahen Luftschichten (siehe DVGW-Merkblatt G 501) verwendet.